# 松野正子
松野 正子（まつの まさこ、1935年7月12日 - 2011年12月21日）は、日本の児童文学作家、翻訳家。本姓（夫姓）は小林。

## 来歴・人物
愛媛県新居浜市生まれ。早稲田大学第一文学部国文科卒業後、コロンビア大学大学院で児童図書と図書館学を学ぶ。帰国後は創作・翻訳活動を行う。1987年、『りょうちゃんとさとちゃんのおはなし』で第34回産経児童出版文化賞大賞、『森のうそくいどり』他で第9回路傍の石幼少年文学賞受賞。創作活動のかたわら、住所地の吹田市を中心に、大阪YMCA専門学校などで講演活動を行った。梅花女子大学非常勤講師も務めた。
2011年12月21日、膵臓がんのために死去。76歳没。
主な作品に『ふしぎなたけのこ』（福音館書店）、『こぎつねコンとこだぬきポン』（童心社）、『かぎのすきな王さま』（童心社）、『かみなりのちびた』（理論社）、『こぎつねキッコ』シリーズ（小峰書店）などがあり、アリソン・アトリーなどの英米児童文学の翻訳書も多数てがけた。

## 著書
- 『ふしぎなたけのこ』（福音館書店、<こどものとも>傑作集） 1966.9
- 『ぼくのきんぎょ』（童心社） 1972
- 『なきたろう』（文研出版） 1974
- 『かくれんぼうさぎ』（文研出版） 1975
- 『かみなりのちびた』（理論社） 1976.1、のちフォア文庫
- 『こぎつねコンとこだぬきポン』（童心社） 1977.9、のちフォア文庫
- 『あるくのがきらいな王さまのはなし』（PHP研究所） 1978.9
- 『かぎのすきな王さま』（童心社） 1979.4、のちフォア文庫
- 『らいおんごうがんばれ!』（サンリード） 1980.2
- 『こうさぎけんたとホットケーキ』（童心社） 1981.6、のちフォア文庫
- 『ももとこだぬき』（大日本図書） 1981.9
- 『ガムをたべたかばのはな』（理論社） 1982.6、のちフォア文庫
- 『くるくるぐるぐる』（童心社、母と子のえほん） 1984.1
- 『ねこ』（童心社、母と子のえほん） 1984.1
- 『りんご』（童心社、母と子のえほん） 1984.1
- 『ちょこまかくまさんとのっそりくまさん』（ひかりのくに） 1985.6
- 『がらくたひめ』（童心社、おはなしの花たば） 1991.1
- 『かさ』（福音館書店） 1992.2
- 『ありがとうを三つ』（大日本図書） 1992.1
- 『きみのうちどっち?』（佼成出版社） 1992.3
- 『おしょうがつ』（教育画劇、行事のえほん1） 1992.11
- 『かんすけさんとふしぎな自転車』（大日本図書） 1995.10
- 『キクときくちゃん』（童心社） 1995.11
- 『もうおきるかな?』（福音館書店、0.1.2.えほん） 1998.6
- 『こうさぎけんたのたからさがし』（童心社、絵本・ともだちあつまれ） 2002.6
- 『ヒヨドリのピピのおはなし』（教育画劇） 2005.4
- 『こうさぎけんたのへんそう』（童心社、絵本・こどものひろば） 2006.4
- 『よくきたね』（福音館書店、0.1.2.えほん） 2009.6

### 「りょうちゃんとさとちゃんのおはなし」
- 『ねんどのぞうのはなくらべ』（大日本図書、りょうちゃんとさとちゃんのおはなし） 1985.12
- 『森のうそくいどり』（大日本図書、りょうちゃんとさとちゃんのおはなし） 1985.12
- 『しゃぼんだまにのって』（大日本図書、りょうちゃんとさとちゃんのおはなし） 1986.4
- 『つみきのびょういん』（大日本図書、りょうちゃんとさとちゃんのおはなし） 1986.5
- 『どろたぬきゆきうさぎ』（大日本図書、りょうちゃんとさとちゃんのおはなし） 1986.8

### 「キッコ」シリーズ
- 『こぎつねキッコ』（童心社 、キッコシリーズ） 1985.10
- 『こぎつねキッコ えんそくのまき』（童心社、キッコシリーズ） 1988.4
- 『こぎつねキッコ うんどうかいのまき』（童心社、キッコシリーズ） 1989.7
- 『こぎつねキッコ あめふりのまき』（童心社、キッコシリーズ） 1993.6

### 「おかあさんとこいぬ」
- 『おちちをくっくっ』（童心社、おかあさんとこいぬ1） 1993.7
- 『いたずらこいぬ』（童心社、おかあさんとこいぬ2） 1993.7
- 『よぼうちゅうしゃ』（童心社、おかあさんとこいぬ3） 1993.7

## 翻訳
- 『ちいさな騎士』（エリザベス・ジョンソン、学習研究社） 1969
- 『ジャンケットがんばる』（アン・H・ホワイト、学習研究社） 1969
- 『すてきなうちはないかしら』（ピー・ディー・イーストマン、日本パブリッシング） 1969
- 『がんばれウィリー』（ジリアン・エイブリ、岩波書店） 1977.7
- 『はじめてのおてつだい』（ジャネット・マクネイル、岩波書店） 1979.5
- 『おとうさんねこのおくりもの』（メアリー・チャルマーズ、福音館書店） 1980.8
- 『思い出のマーニー』（ジョーン・G・ロビンソン、岩波少年文庫） 1980.11
- 『町にきたドラゴンたち』（ジャネット・マクネイル、岩波書店） 1981.6
- 『ジェイコブとフクロウ』（エイダとフランク・グレアム、大日本図書、世界のどうわ） 1983.7
- 『いばりんぼうのカラス』（バーナーディット・ワッツ、岩波書店） 1988.5
- 『ゴリラが1ぴき』（アツコ・モロズミ、岩波書店） 1992.6
- 『ギルガメシュ王ものがたり』（ルドミラ・ゼーマン、岩波書店） 1993.7
- 『ギルガメシュ王のたたかい』（ルドミラ・ゼーマン、岩波書店） 1994.6
- 『ギルガメシュ王さいごの旅』（ルドミラ・ゼーマン、岩波書店） 1995.10
- 『ロージー、いえでをする』（マリアン・マクドナルド、冨山房） 1993.9
- 『ロージー、はがぬける』（マリアン・マクドナルド、冨山房） 1993.9
- 『となかいはなぜサンタのそりをひく?』（モー・プライス、岩波書店） 1994.11
- 『ビリーはもうすぐ1ねんせい』（ローレンス・アンホールト、岩波書店） 1997.5
- 『時の旅人』（アリソン・アトリー、岩波少年文庫） 1998.3
- 『ラベンダーのくつ』（アリスン・アトリー、福音館書店） 1998.4
- 『すえっこメリーメリー』（ジョーン・G・ロビンソン、大日本図書） 1999.7
- 『くつなおしの店』（アリスン・アトリー、福音館書店） 2000.6
- 『農場にくらして』（アリソン・アトリー、上條由美子共訳、岩波少年文庫） 2000.6
- 『モファット博物館』（エレナー・エスティス、岩波少年文庫） 2005.1